# تنظيف السجاد
يُنظَّف السجاد لإزالة البقع والأوساخ والمواد المسببة للحساسية من السجاد. تتضمن الطرق الشائعة استخراج الماء الساخن والتنظيف الجاف والفراغ.

## استخراج الماء الساخن
على الرغم من وجود عملية صناعية فعلية تسمى تنظيف بالبخار، إلا أنه في سياق تنظيف السجاد، غالبًا ما يُخطئ «التنظيف بالبخار» في تنظيف التربة باستخدام المياه الساخنة، والذي يُعرف مهنيًا باسم HWE. تستخدم طريقة تنظيف استخلاص التربة بالماء الساخن المعدات التي تقوم برش الماء الساخن والمنظفات على السجادة وفي نفس الوقت، يتم استخراج الماء والمنظف، إلى جانب أي أوساخ مهجورة ومذابة. يوصي العديد من الخبراء باستخراج الماء الساخن كطريقة فعالة لتنظيف السجاد.
يمكن أن يتسبب البخار الفعلي في إتلاف ألياف السجاد من صنع الإنسان وتغيير الخصائص حيث يتم ضبطها عادةً باستخدام الحرارة. يمكن أن يتقلص السجاد المنسوج ولكن معظم السجاد غير منسوج وهو في الواقع محشو على طبقة من الصفائح، والسجاد المكسو بالمخمل والسجاد البربري قد يصبح غامضًا وهو ما يعرف باسم انفجار الكومة. [بحاجة لمصدر] يمكن تجنب معظم المشاكل من قبل عمال النظافة ذوي الخبرة المهنية.
قد تكون معدات استخراج الماء الساخن وحدة محمولة يتم توصيلها بمأخذ كهربائي، أو منظف سجاد مثبت على الشاحنة تتطلب خراطيم طويلة من الشاحنة أو المقطورة. يمكن استخدام المعدات المثبتة على الشاحنة عندما تكون الكهرباء غير متوفرة، ولكن قد تكون غير مناسبة للمباني البعيدة عن طريق، وتتطلب خراطيم بالمرور عبر النوافذ للوصول إلى الطوابق العليا من المبنى. قد تشكل الخراطيم اللازمة لتنظيف الشاحنة وتنظيف السجاد المحمول الاحترافي خطرًا على الرحلة، وتسمح للحيوانات الأليفة أو الأطفال بالهروب من خلال الأبواب اليسرى. يمكن أيضًا إهدار الهواء الساخن أو المكيف عند ترك الأبواب مفتوحة للخراطيم. تقلل معدات تنظيف السجاد المُثبتة على الشاحنة من الضوضاء الموجودة في الغرفة التي يتم تنظيفها، ولكنها قد تسبب ضجيجًا وتلوث الهواء مسيئًا للجيران، ويمكن أن تنتهك اللوائح الداخلية المضادة للتراخي في بعض الولايات القضائية. ومع ذلك، فإن التنظيف المركب على الشاحنة أسرع بكثير من المعدات المحمولة، وستعمل الحرارة الإضافية على إذابة المزيد من البقع، كما أن المزيد من قوة الشفط الفراغي ستقلل أوقات التجفيف.

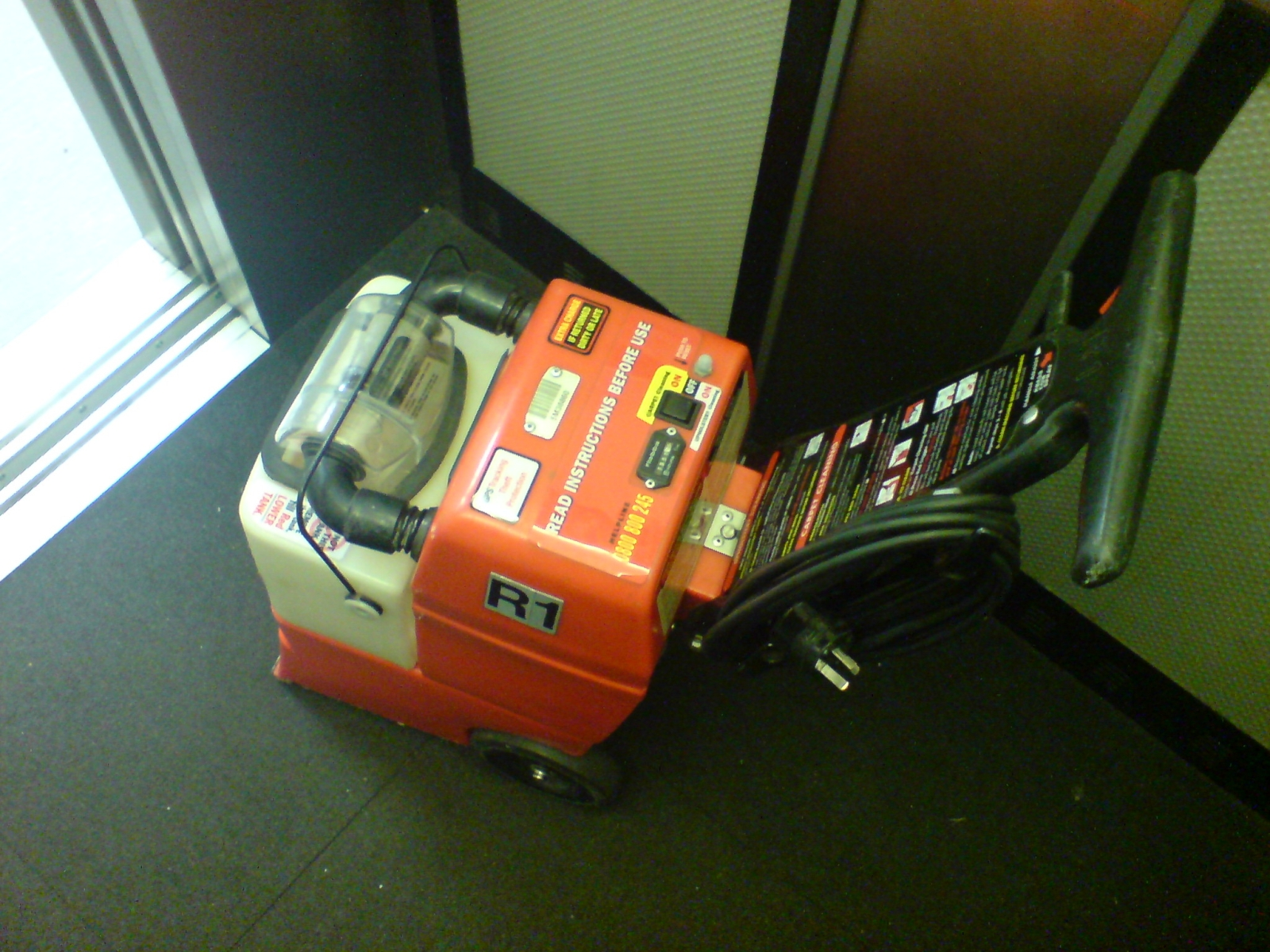
آلة تنظيف السجاد

تبدأ عملية شائعة لاستخراج الماء الساخن بشروط مسبقة. القلوية عوامل مثل محلول الأمونيا للسجاد الاصطناعي، أو محلول حمضي (مثل محلول الخل) للسجاد الصوفي، يتم رشها في السجادة، ثم تحريكها باستخدام فرشاة تنظيف أو آلة تنظيف أوتوماتيكية.
بعد ذلك، يمر أداة تنظيف يدوية أو أوتوماتيكية مضغوطة (تعرف باسم العصا) فوق السطح لشطف جميع أجهزة التكييف المسبق والفضلات والجسيمات. إذا تم استخدام منظف قلوي على سجادة صوفية، فإن استخدام محلول حمض أسيتيك خفيف سيعيد الألياف المحايدة pH. وبالتالي فإن الشطف الحمضي يحيد البقايا القلوية، ويمكن أن يساهم في تليين الأقمشة النظيفة. يعد الاستخراج، إلى حد بعيد، أهم خطوة في عملية استخراج الماء الساخن. نظرًا لأن طريقة استخلاص الماء الساخن تستخدم الكثير من الماء أكثر من الطرق الأخرى مثل تنظيف غطاء المحرك أو الشامبو، فإن الاستخراج المناسب وتدفق الهواء أمران حاسمان لتجنب مشاكل التجفيف مثل نمو العفن وتحمير ألياف الصوف. يمكن أيضًا تقليل وقت التجفيف من خلال الاستخدام الإضافي للمراوح، ومزيلات الرطوبة، و / أو التهوية الخارجية. يمكن أن تتقلص الأسطح القديمة، مثل السجاد المزدوج المدعم بالجوت والسجاد السائب مع خيوط الأساس الطبيعية، بعد المعالجة الرطبة، مما يؤدي إلى افتراضات أن التنظيف الرطب يمكن أن يزيل التجاعيد أيضًا. [بحاجة لمصدر] ومع ذلك، فإن هذه الفكرة عتيقة ويمكن أن تؤدي هذه الطريقة أيضًا في بعض الأحيان إلى تمزق طبقات أو شرائط اقتلاع. [بحاجة لمصدر] لا تتقلص السجاد الأحدث، مثل الخيوط الاصطناعية وخيوط الاساس [بحاجة لمصدر]
الاصطناعية
، وهي تنعم بسهولة؛ في مثل هذه السجاد، تشير التجاعيد إلى وجود مشكلة أساسية، مثل التصفيح حيث يصبح الدعم الثانوي غير عالق من الدعم الأساسي، والذي قد يحتاج إلى مفتش معتمد للسجاد لتحديده. تتطلب أنظمة التنظيف الرطب بطبيعة الحال وقتًا للتجفيف، مما قد يؤدي إلى مخاوف بشأن التجفيف البطيء جدًا، وخطر عودة التلوث أثناء التجفيف مع تبخر الرطوبة التي تنقل التربة من عمق الأكوام إلى السطح، بالإضافة إلى الروائح والبكتيريا والفطريات والعفن. يحاول أخصائيو تنظيف السجاد إيجاد توازن بين التجفيف السريع (الذي يعزى إلى انخفاض معدل التدفق من خلال أنظمة تنظيف نظام الرش) والحاجة إلى إزالة معظم التربة (بسبب ارتفاع معدل التدفق). يتم استخدام معالجات مماثلة لتلك الموجودة في أنظمة التنظيف الجاف و «الرطوبة المنخفضة جدًا»، ولكنها تتطلب وقتًا أطول من 15 إلى 20 دقيقة، بسبب انخفاض كميات السجاد agitation. يجب أن تشطف المعالجات المثالية بسهولة وتترك بقايا جافة أو مسحوقية أو بلورية يمكن غسلها دون المساهمة في إعادة الاتساخ.

## التنظيف الجاف
تعتمد العديد من أنظمة تنظيف السجاد الجاف على الآلات المتخصصة. هذه الأنظمة هي في الغالب أنظمة «رطوبة منخفضة جدًا» (VLM)، تعتمد على مركبات جافة تكملها حلول تنظيف التطبيقات، وتنمو بشكل ملحوظ في حصتها في السوق ويرجع ذلك جزئيًا إلى وقت التجفيف السريع جدًا، وهو عامل مهم للتركيبات التجارية على مدار 24 ساعة. غالبًا ما تكون أنظمة التنظيف الجاف و «الرطوبة المنخفضة جدًا» أسرع وأقل كثافة في العمالة من أنظمة الاستخراج الرطب. تتطلب المناطق شديدة الاتساخ تطبيق البقع اليدوية، والمعالجات المسبقة، والمكيفات المسبقة، و / أو «منظفات الممرات المرورية»، (يتم رشها عادة على السجاد قبل الاستخدام الأساسي لنظام التنظيف الجاف) وهي المنظفات أو المستحلبات التي تكسر التجليد أنواع مختلفة من التربة إلى ألياف السجاد على مدى فترة زمنية قصيرة. على سبيل المثال، قد تقوم إحدى المواد الكيميائية بإذابة الأغشية الدهنية التي تربط التربة بالسجادة، وبالتالي تمنع إزالة التربة بفعالية من خلال التنظيف بالمكنسة الكهربائية. قد يضيف المحلول مذيبًا مثل د-ليمونين، بترول منتجات ثانوية، جليكول إيثر، أو بيوتيل عوامل. يجب أن يكون مقدار الوقت الذي تقضيه المعالجة في السجادة أقل من 15 دقيقة، وذلك بسبب التنظيف الدقيق للسجاد الشائع في أنظمة «الرطوبة المنخفضة جدًا» هذه، والتي توفر تحريكًا إضافيًا لضمان عمل المعالجة بشكل كامل من خلال السجادة. فائدة التنظيف الجاف للسجاد، على المحاليل الرطبة، هي أن المركبات الكيميائية الجافة لا تجذب الأوساخ، مثل الشامبو المجفف. [بحاجة لمصدر]
```
في حين أن التنظيف الجاف للسجاد أكثر تكلفة ويستغرق وقتًا أطول للتنظيف من غطاء المحرك أو الاستخراج، فإن صيغ التنظيف الجاف تضع ضغطًا أقل على السجاد نفسه.

[
بحاجة لمصدر
]
```

### مركب جاف
```
98 ٪ قابلة للتحلل أو غيرها، 
[
2
]
```

يمكن أن ينشر مركب التنظيف الماص الرطب قليلاً بالتساوي على السجاد ويمسح أو يفرك فيه. بالنسبة للمناطق الصغيرة، يمكن لفرشاة منزلية منزلية أن تعمل مثل هذا المركب في كومة السجاد؛ يعمل مثل «الإسفنج الصغير»، محلول التنظيف المنجذب يذوب الأوساخ والأوساخ والأوساخ ينجذب / يمتص إلى المركب، بعد وقت تجفيف قصير (يجب أن يتبخر محلول التنظيف الذي يتم جذبه إلى المركب)، سيتم إزالته باستخدام مكنسة كهربائية، كلما كان مجفف الشعر أفضل، وترك السجادة نظيفة وجافة على الفور. ولكن من الصعب للغاية إزالة جميع البقايا، يمكن أن تسبب البقايا الحساسية وقد تتسبب المركبات البيولوجية في تغير لون السجاد. للتطبيقات التجارية، يتم استخدام نظام تنظيف أسطواني مضاد للدوران مصمم خصيصًا، بدون مكنسة كهربائية. فرك الآلة أكثر شيوعًا، حيث أن التنظيف اليدوي ينظف عمومًا الثلث العلوي فقط من السجادة.

### التغليف
```
في التسعينيات، بدأت البوليمرات الجديدة في تغليف جزيئات التربة (تبلور) حرفياً في المخلفات الجافة عند التلامس.
[
3
]

في عملية التنظيف التقليدية، تلتصق جزيئات الفاعل بالسطح بجزيئات التربة الزيتية، وتعلقها (الاستحلاب) بحيث يمكن شطفها بسهولة. جزيئات الفاعل بالسطح (المنظفات) والتربة المستحلبة التي تفلت من الشطف وتبقى في الألياف وتستمر في جذب التلوث. الكبسولات عبارة عن بوليمرات منظفات خاصة تصبح جزءًا من نظام المنظفات. مع حدوث التجفيف (20-30 دقيقة من وقت الجفاف)، بعد التنظيف، تربط هذه المغلفات جزيئات المنظفات والتربة المتبقية في بنية بلورية هشة.
[
2
]
 لم تعد جزيئات المنظفات والتربة قادرة على جذب أنواع أخرى من التربة ويمكن إزالتها بسهولة عن طريق التنظيف الجاف. بالإضافة إلى ربط المنظفات وبقايا التربة، فإن كيمياء التغليف تغلف الألياف النظيفة بنفس الفيلم الهش. هذا يقلل من تقارب الألياف في التربة الزيتية والجزيئية. نظرًا لأن هذا الفيلم الهش «ينفصل» ويتم إزالة المزيد من التربة، فإن مظهر الألياف يتحسن بدلاً من الاتساخ بسرعة أكبر. تعرض المنتجات التي تستخدم أيضًا تقنية الفلوروكيميائية فترات زمنية ممتدة ضد إعادة الاتساخ. 
 يتم تطبيق محلول التنظيف بواسطة آلة دوارة أو قضيب فرشاة أو بخاخ ضغط. تكون البقايا الجافة قابلة للفراغ على الفور (20-30 دقيقة. وقت الجفاف)، إما بشكل منفصل أو من وحدة مدمجة في آلة نظام التنظيف.
```

### بونيه
```
بعد ترسيب منتج تنظيف على السطح على شكل ضباب، يقوم المخزن المؤقت الدائري أو «غطاء المحرك» بفرك الخليط بحركة دوارة. تشبه آلة الصناعة هذه عازلة أرضية، مع دوران ماص أو وسادة متذبذبة تجذب التربة ويتم شطفها أو استبدالها بشكل متكرر. طريقة غطاء المحرك ليست التنظيف الجاف بشكل صارم. لتقليل تشوه الخوازيق، يجب الحفاظ على غطاء المحرك الماص مُشحمًا جيدًا بمحلول التنظيف. لا يُنصح بغمس غطاء المحرك في دلو من محلول التنظيف ومن ثم تفريغه باستخدام ممسحة دلو الممسحة، لأن ذلك سيجعل غطاء المحرك رطبًا للغاية. من المهم تغيير غطاء المحرك أو تدويره مبكرًا، حيث يمكن ملئ غطاء المحرك بالتربة في بضع مئات من الأقدام المربعة فقط. بمجرد تحميله بغطاء، لن يبقى غطاء المحرك أكثر من ذلك؛ بدلاً من ذلك، تقوم ببساطة بنقل التربة من منطقة إلى أخرى. كما يقوم غطاء المحرك المبلل بشكل مفرط بتخزين بقايا تجذب التربة عندما تكون جافة، مما يخلق الحاجة إلى التنظيف في كثير من الأحيان. يوصى به للسجاد القوي وليس للسجاد المرتفع، فهو يدور حول الأرض. إنه يشوه الكومة ويزيل الأوساخ بشكل أعمق في ألياف السجاد، وله أيضًا تأثير كاشط.
[
4
]

عند وجود كمية كبيرة من المواد الغريبة في السجادة، قد تكون هناك حاجة لاستخراجها بعملية رطبة. عادة، قد لا تكون طريقة دوران غطاء المحرك قادرة على تعقيم ألياف السجاد بسبب نقص الماء الساخن، لذلك هناك حاجة إلى آلة حرارية خاصة، هنا تم تجهيز آلة التلميع بالتسخين، لتسخين غطاء المحرك، ولكن يتم استخدام تطبيق ما بعد التنظيف لعامل مضاد للميكروبات لتعويض ذلك. مطلوب كمية صغيرة من الماء مع تنظيف السجاد بغطاء محرك. ينظف فقط الجزء العلوي من السجادة 1/8 بوصة ولكنه سريع جدًا للمساحات الواسعة. ومع ذلك، فإن تنظيف غطاء المحرك ليس أفضل آلية لإزالة المادة الكيميائية التي يتم رشها مسبقًا على السجادة. يوصى باستخدام المنتجات الخالية من الفاعل بالسطح أو المنتجات المغلفة فقط.
```

### شامبو
```
كان تنظيف الشامبو الرطب باستخدام الآلات الدوارة، متبوعًا بالمكنسة الكهربائية الرطبة، منتشرًا على نطاق واسع حتى حوالي السبعينيات، لكن تصور الصناعة لتنظيف الشامبو تغير مع ظهور التغليف. استخراج الماء الساخن، الذي يعتبر أيضًا مفضلاً من قبل جميع الشركات المصنعة، لم يتم إدخاله أيضًا. تم تصنيع الشامبو الرطب مرة واحدة من صابون [زيت جوز الهند] ؛ يمكن أن تكون بقايا الشامبو الرطب رغوية أو لزجة، وغالبًا ما يكشف التنظيف بالبخار عن الأوساخ غير المستخرجة من الشامبو. نظرًا لعدم إجراء أي شطف، يمكن أن تستمر البقايا القوية في جمع الأوساخ بعد التنظيف، مما يؤدي إلى الاعتقاد الخاطئ بأن تنظيف السجاد يمكن أن يؤدي إلى أن يصبح السجاد «أكثر قذارة» بعد التنظيف.
[
3
]
 أفضل طريقة هي استخراج المياه الساخنة المثبتة على شاحنة.
عندما يتم تحويل معايير كيمياء الشامبو الرطب من صابون زيت جوز الهند إلى منظفات اصطناعية كقاعدة، يجفف الشامبو إلى مسحوق، ويلصق الأوساخ المفككة بمكونات المسحوق، مما يتطلب التنظيف من قبل المستهلك في اليوم التالي بعد التنظيف.
```

### تنظيف السجاد الرغوي الجاف
```
تنظيف الرغوة الجافة 
[
5
]
 
ينطوي على وضع بطانية رغوة التنظيف على منطقة سطح السجادة مباشرة بعد التنظيف الجاف. تترك الرغوة لتقف لمدة 10 دقائق للسماح للعوامل الكيميائية بالتأثير على السجادة. تستخدم هذه الطريقة عادة لإزالة الشحوم من السطح؛ تحتوي بعض الرغاوي على منير للون ومحميين وعوامل مقاومة للتلوث. إنها ليست طريقة جافة تمامًا لأن الرغوة 90٪ هواء و 10٪ سائل. تتكون آلة الرغوة الجافة من خزان ضغط يضاف فيه محلول من الماء والشامبو. تستخدم هذه الطريقة للسجاد الحساس للماء، وشعر الإبرة، وأنواع السجاد الأخرى التي يمنع بنائها استخراج كمية كافية من المياه.
```

### غسل الفراغ
```
غسل الفراغ 
[
6
]
```

يستخدم رأس غسيل يرش الماء بدون منظف ويزيله على الفور عن طريق الشفط ، مما يخلق دوامة من الماء. هذا يضمن أداء تنظيف عالي ، واستخراج الأوساخ من السجادة إلى عمق نصف بوصة. من خلال إعادة امتصاص الماء المغسول على الفور ، يتم تقصير وقت التجفيف بشكل كبير. هذه الطريقة مناسبة للتنظيف المتوسط والأساسي. لأنه لا يتطلب منتجات التنظيف ، فإنه لا يترك بقايا المنظفات. يستخدم الغسيل الفراغي منذ فترة طويلة في أوروبا ، ومعظمه في شركات القطارات والحافلات الكبيرة والمدارس والمحافظة التاريخية. يعمل النظام على جميع الأسطح المقاومة للماء (سجاد ، أثاث منجد ، أرضيات خشبية ، حجر ، بلاستيك). ميزة كبيرة هي أن هذا النظام يعمل بدون فرش أو حشوات حتى لا يكون هناك أي تآكل على الكومة.

## العمليات المنزلية
تعتبر عمليات تنظيف السجاد المنزلية الأخرى أقدم بكثير من توحيد الصناعة ، ولها درجات متفاوتة من الفعالية كمكملات لطرق التنظيف الأكثر شمولاً المقبولة في الصناعة.

### فراغ
```
تستخدم المكانس الكهربائية مضخات الهواء لإنشاء فراغات جزئية لامتصاص الغبار والأوساخ ، وعادة ما تكون من الأرضيات والسجاد. تقوم أنظمة التصفية أو 
الأعاصير
 بجمع الأوساخ للتخلص منها لاحقًا ولكن لا تحسن بالضرورة من قدرة الماكينة على إزالة الأوساخ من السطح الذي يتم تنظيفه. تستخدم معدات تنظيف السجاد الحديثة رؤوس فراغ دوارة ونفاثات رش لتنظيف السجادة بعمق من خلال المئات من تصاريح التنظيف متعددة الاتجاهات. يضيف البعض البخار والإثارة. تشمل النماذج عموديًا (هواء قذر وهواء نظيف)، وعلبة وحقيبة ظهر ، وجافة رطبة ومضغوطة الهواء ، وأنواع أخرى. أصبحت المكانس الكهربائية الآلية متاحة مؤخرًا.
```

### إزالة البقع
```
كانت أوراق الشاي والعشب المقطوع شائعة في السابق لتنظيف الأرضيات ، لجمع الغبار من السجاد ، وإن كان مع مخاطر البقع. تمت إزالة الحبر بالليمون أو بـ 
حمض الأكساليك
 
وهارتشورن
؛ زيت بخبز أبيض أو مع 
طين الأنبوب
؛ الدهون الشحمية مع 
التربنتين
؛ 
ثور المرارة
 
والنفتا
 كانتا أيضًا منظفات عامة. 
الأمونيا
 
والكلوروفورم
 يوصى بهما لتغيير لون الحمض. تم اقتراح 
البنزين
 
والشب
 لإزالة الحشرات ؛ 
[
7
]

التراب الدياتومي
 ومادة مشابهة لفضلات القطط لا تزال شائعة في إزالة الإصابة. تتم إزالة الشمع عن طريق وضع منشفة على منطقة السجاد المصابة وتطبيق البخار من مكواة الملابس حتى يمتص الشمع في المنشفة. لا تزال بعض الطرق التقليدية لإزالة البقع ناجحة وبيئية. يجب توخي الحذر عند معالجة الألياف الطبيعية مثل الصوف.
```

```
كلما طالت مادة البقعة في السجادة ، زادت فرصة تغير اللون الدائم ، حتى إذا تمت إزالة جميع مواد البقعة الأصلية.
[
7
]
 في بعض الأحيان تبول الحيوانات الأليفة على السجادة وهذا يؤدي إلى رائحة كريهة خاصة عندما تكون ساخنة ورطبة. عادة ما يتم إخراج السجادة أو السجادة للخارج وتغمس في الماء لإزالة مثل هذه البقع. يساعد تنظيف مادة البقع على الفور (وليس فركها) في أسرع وقت ممكن على تقليل فرص تغير اللون الدائم. تعتبر بقع تلوين الطعام الاصطناعي بشكل عام بقع دائمة. يمكن إزالتها عن طريق المنظفات المهنية أو آلات تأجير التنظيف العميق بمواد كيميائية تقلل البقع التي تنتقل عن طريق الحرارة ، ولكنها تحمل مخاطر حرق السجاد. يمكن دمج منتجات إزالة البقع مع العلاجات المضادة للحساسية لقتل المنزل 
عث الغبار
.
```

### أخرى
كانت قضبان السجاد ، الروطان مضارب السجاد، وآلات ضرب السجاد ، والمكانس ، والفرش ، ومقالي الغبار ، والهز والتعليق ، كلها طرق تنظيف السجاد في القرن التاسع عشر . الروطان مضرب السجاد